# Smålands landskapsvapen
Smålands landskapsvapen är: I gyllene fält ett rött lejon med blå beväring och hållande i tassarna ett uppåtvänt rött armborst med pilspets av silver samt båge och strängar svarta. Vapnet kröns i likhet med alla landskapsvapen av en hertiglig krona.
Då huvuddelen av landskapsvapnen tillkom 1560 fick Småland som vapenbild ett snedställt armborst av speciell typ, så kallad knapharka omgivet av rosor (i vissa avbildningar liljor). Johan III ändrade vapnet till det nu gällande vid sin kröning 1569. Vapnet används i modifierad form även för Kronobergs län och tillsammans med Ölands landskapsvapen i vapnet för Kalmar län.

## Bildgalleri

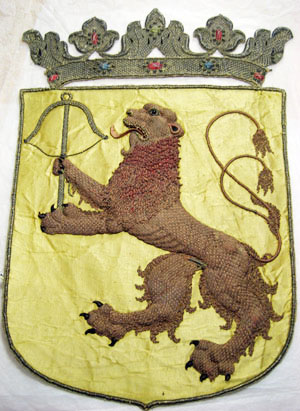
Smålands landskapsvapen, broderat för hästtäcke buret vid Karl X Gustavs begravning den 4 november 1660. Finns på Livrustkammaren.
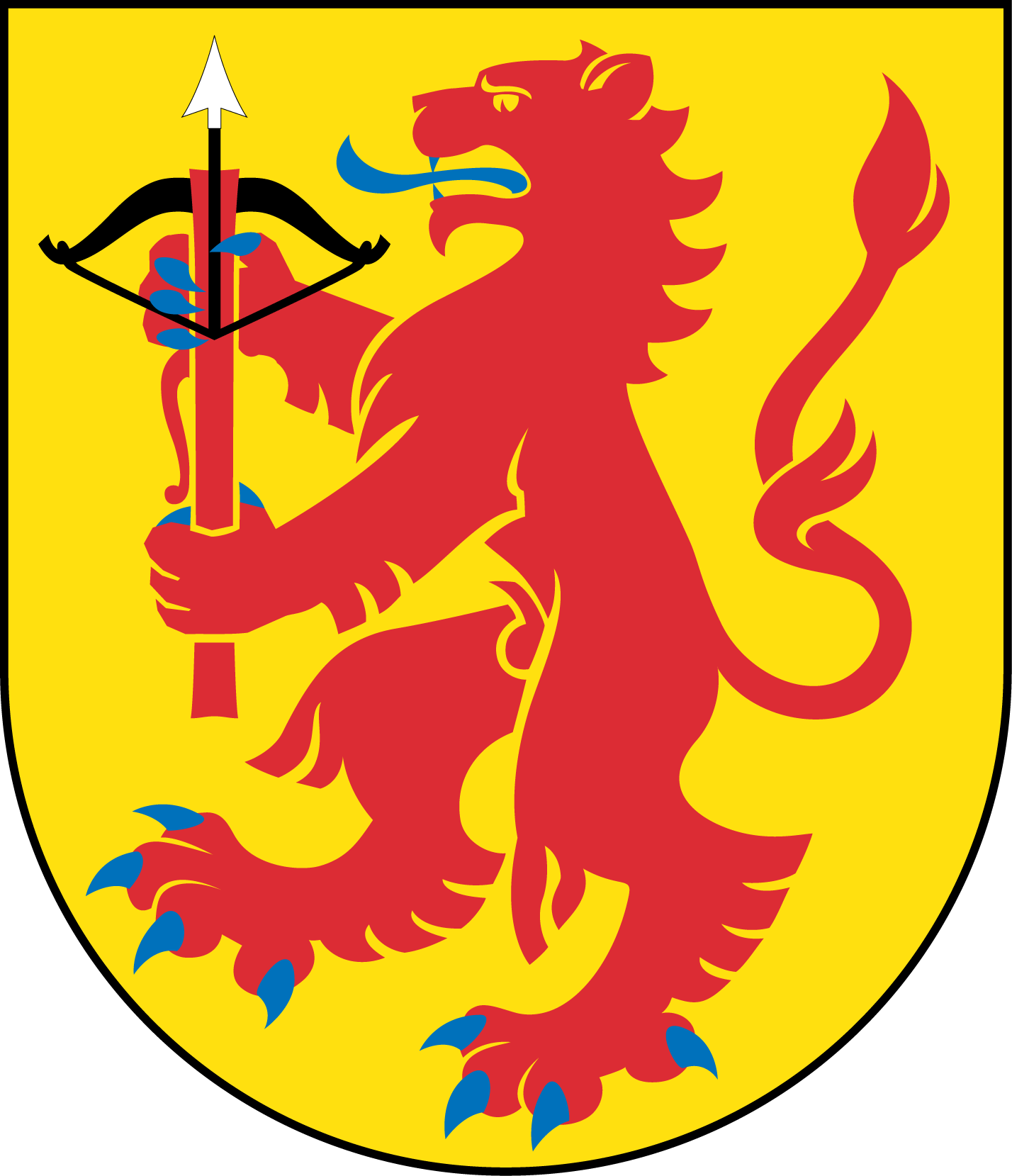
Smålands landskapsvapen skapad av Vladimir A. Sagerlund för Riksarkivet.